# Pomnik Siewcy w Poznaniu
Pomnik Siewcy – pomnik zlokalizowany w Poznaniu bezpośrednio przed Collegium Maximum Uniwersytetu Przyrodniczego przy ul. Wołyńskiej na osiedlu administracyjnym Sołacz.
Monument jest kopią Pomnika Siewcy autorstwa Marcina Rożka, stojącego w Luboniu przed tamtejszymi Zakładami Chemicznymi. Pierwowzór powstał w nurcie uwielbienia wsi w 1923. Kopię postawiono w 1979 z okazji 60-lecia powstania w Poznaniu akademickich studiów rolniczych oraz w 35. rocznicę śmierci Marcina Rożka. Inicjatorem był prof. Felicjan Cieszkowski-Dembiński. Planowano przeniesienie w to miejsce oryginału, ale władze miejskie Lubonia nie wyraziły na to zgody. Kopię stworzono w Akademii Sztuk Pięknych w Poznaniu w czynie społecznym. Odlew z brązu wykonali pracownicy Pometu.
Pomnik przedstawia rolnika siejącego garściami zboże z chusty. Nawiązuje tematycznie do otaczających go z każdej strony zabudowań kampusu Uniwersytetu Przyrodniczego (dawnej Akademii Rolniczej). Na cokole widnieją trzy tablice:

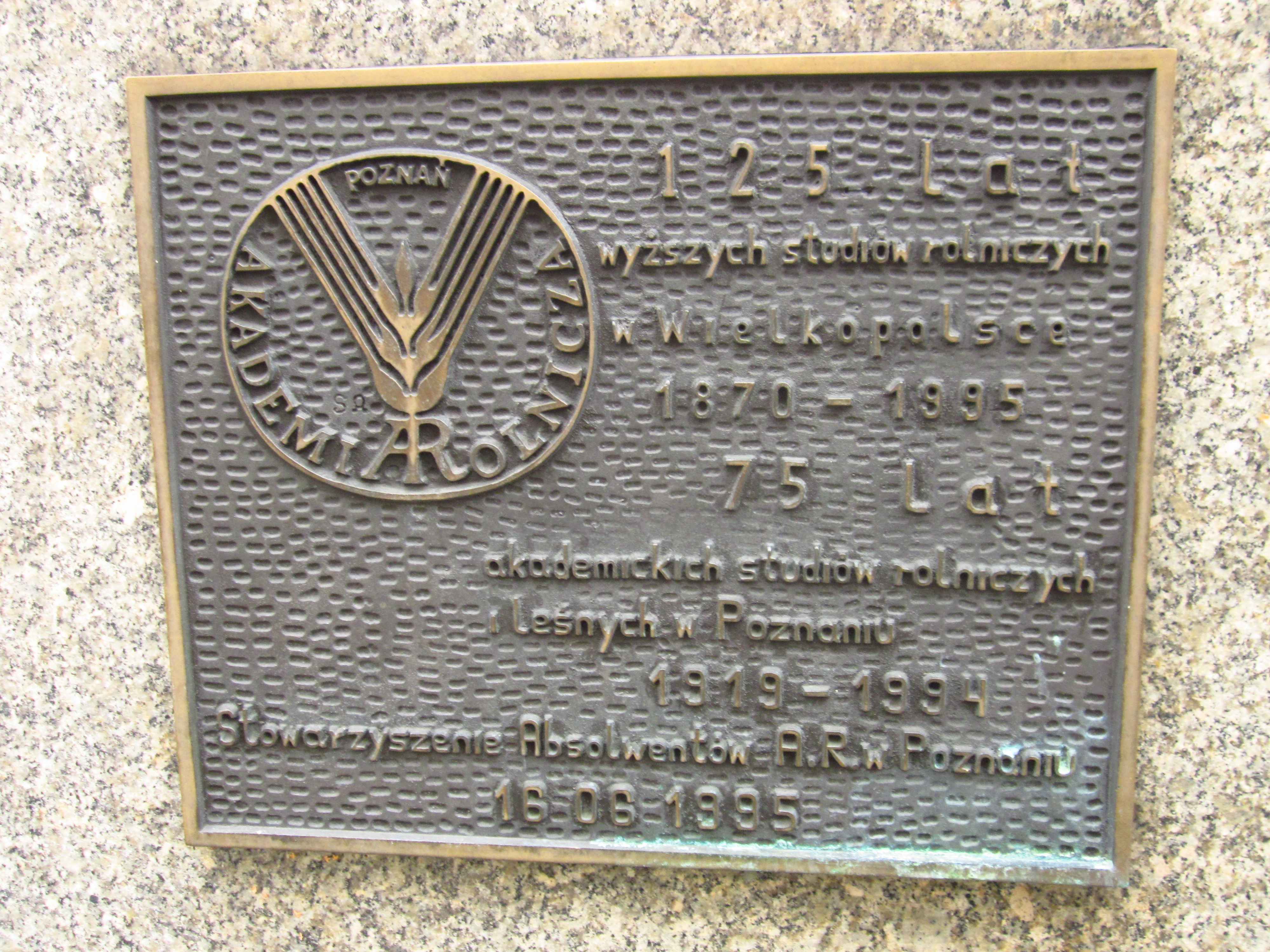
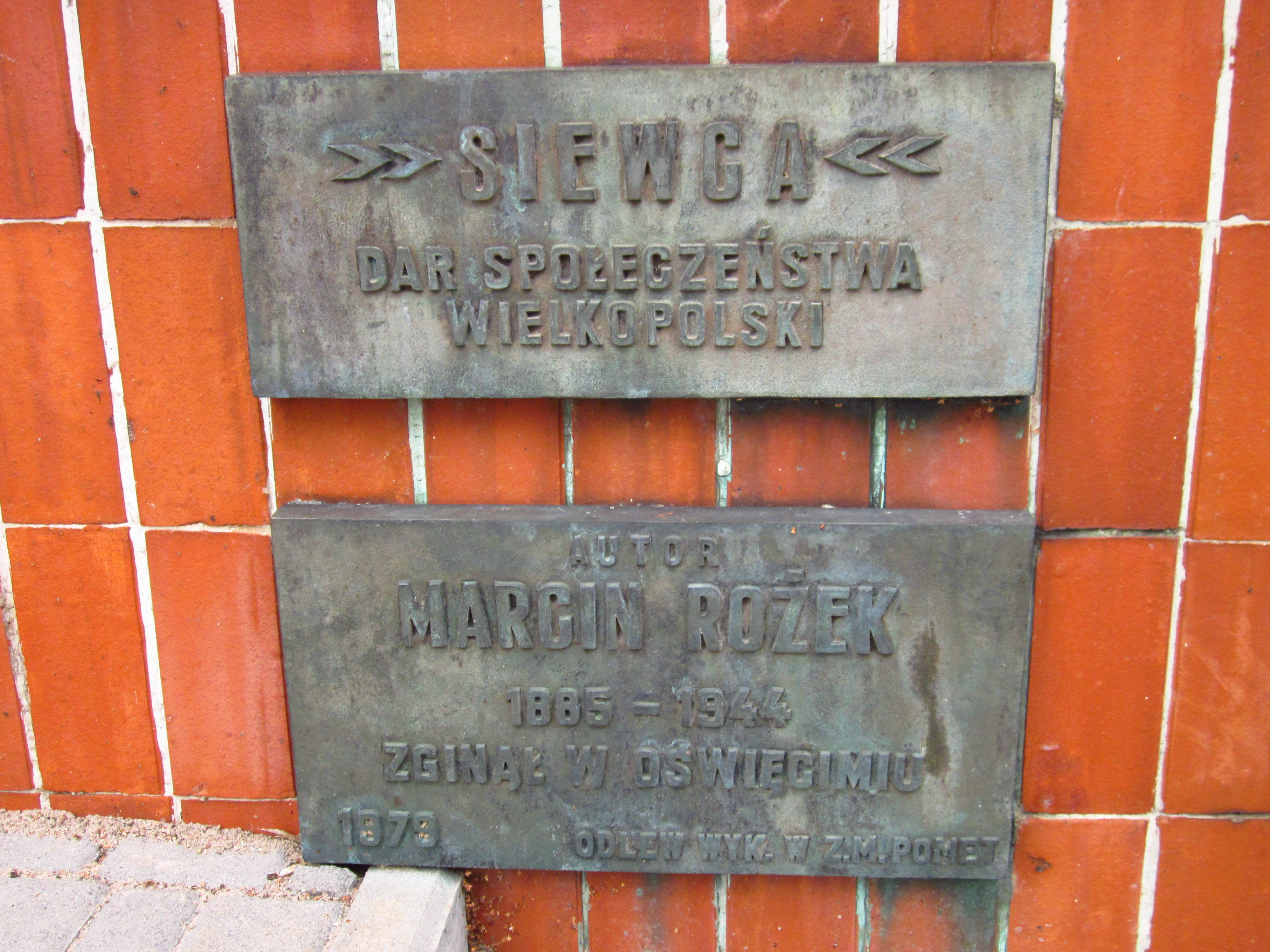